# Fényes kék változócsillag

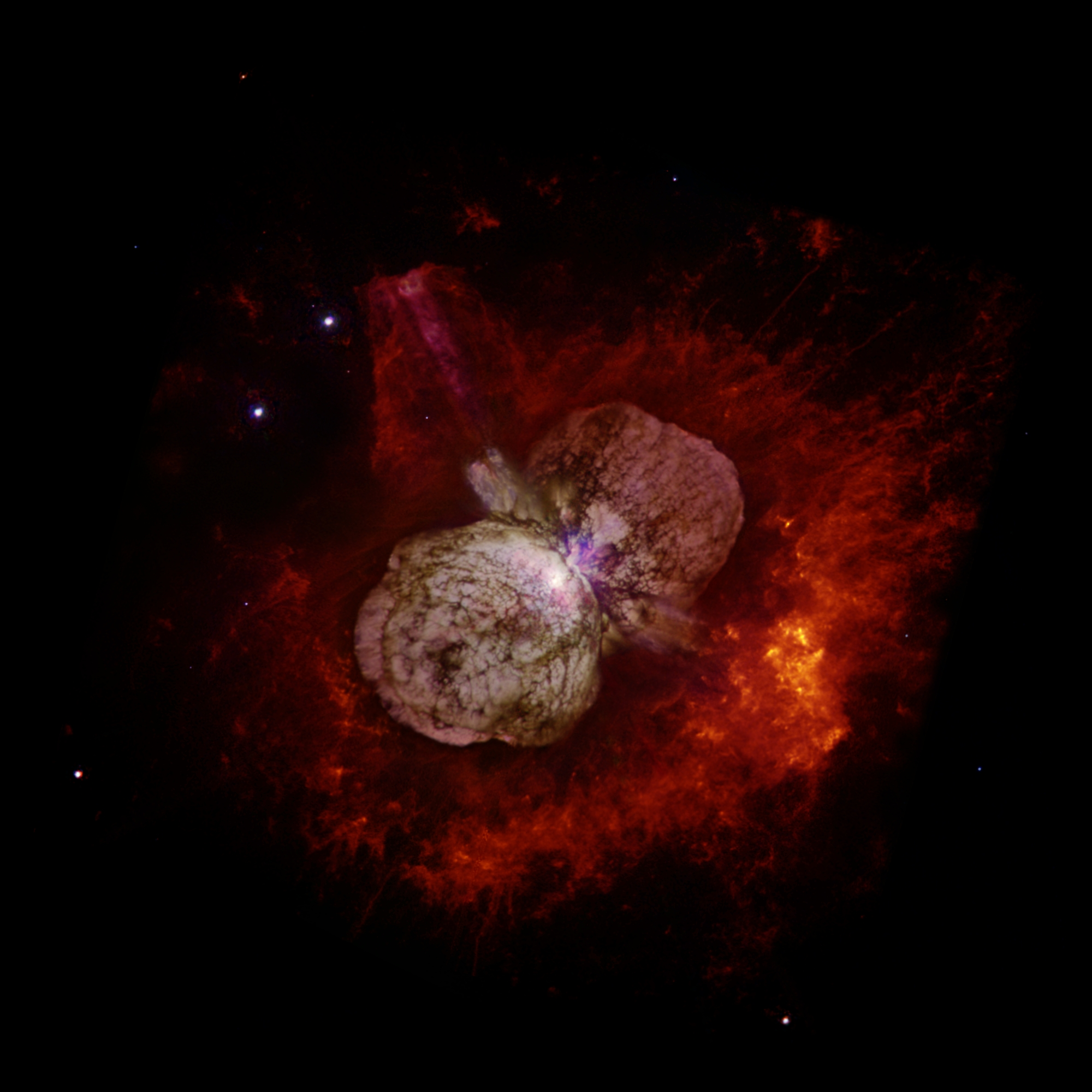
Az η Carinae körüli Homunculus-köd, a 19. századi anyagkidobás eredménye

A fényes kék változócsillag (angolul Luminous blue variable, rövidítve LBV), vagy S Doradus típusú változócsillag igen nagy tömegű és nagyon fényes változócsillag. Tömege megközelíti a csillagok tömegének elméleti maximumát (150 naptömeg), ennél nagyobb tömeg esetén a csillagot a saját sugárzásából eredő sugárnyomás szétszakítaná (mert erősebb lenne a csillagot összetartó gravitációnál). Az η Carinae, az egyik legismertebb ilyen csillag, az 1840-1890 közötti kifényesedése alkalmával a Nap tömegének 12-szeresét dobta le magáról. Feltételezések szerint miután a többlet-tömegüktől, mely a külső rétegekben van, megszabadultak, nehezebb elemekből kialakult magjuk kerül a felszínre, amit a Földről Wolf-Rayet csillagként látunk. Az ilyen csillagok abszolút fényessége igen nagy, a Nap fényének több milliószorosa, élettartamuk viszont nagyon alacsony, mindössze néhány millió év alatt felélik tüzelőanyagukat, és II típusú szupernóvává, egyes feltételezések szerint hipernóvává válnak.
Ismertebb fényes kék változók:
- η Carinae
- Pisztoly-csillag
- LBV 1806-20, a jelenleg ismert legnagyobb abszolút fényességű csillag.
- Sanduleak -69° 202a, az SN 1987A progenitora
- P Cygni
- S Doradus
- AG Carinae
- AF Andromedae
- AE Andromedae

## Külső hivatkozások
- LUMINOUS BLUE VARIABLES | FÉNYES KÉK VÁLTOZÓK